# 闇の森
闇の森（やみのもり、Mirkwood）は、J・R・R・トールキンの小説『ホビットの冒険』で登場する架空の森（地名）である。密な樹木が生い茂り、巨大で危険な蜘蛛が巣くっている他、その深部である東側には森のエルフ（→エルフ）たちが住んでいて、王国を築いている。

## 概要
闇の森は、『ホビットの冒険』第8章の舞台となる大きく密な森で、外縁部ですら巨木がいたるところに根を張り、黒々とした枝葉を茂らせている。徒歩で数日（約4日）の西側にはビヨルンの住む地域があり、ガンダルフと別れた13人のドワーフとホビットのビルボ・バギンズは、この森の西側から東へ抜けようとして遭難、深部にある闇の森の王スランドゥイルの屋敷で暫く虜囚となった。森の中にはこれを突っ切る流れの激しい川が一本ある。
この森の北側には灰色山脈があり、その間にある荒地にはゴブリンやオークが出没する。南側は死人占い師（『指輪物語』ではこれがサウロンであったことが明かされる）の支配地域となっており、黒い塔がそびえ、更に危険極まりない地帯となっている。このため13人のドワーフとビルボは森を抜ける道を選んだが結果は惨憺、スランドゥイルの館から逃げ出すために空き樽に詰め込まれて川を流される羽目になった。
森に程近い地域に住むビヨルンは、この森で得られる動物などは食べられるか大いに疑わしいとしており、また前述の川にも魔法（呪文）が掛かっており、黒く激しく流れる川の水は飲み水には適さない他、この水にうっかり浸かると眠り込んでしまったり記憶を失うという。木に生る木の実（種実類）はとりあえず食用になるらしいが、生憎とドワーフら一行がこの森に差し掛かった時期は木の実の季節ではなく、このため道を見失ったドワーフら一行は手持ちの食料を食べつくしてなお森を抜けられず、空腹を抱えることとなる。
名の由来は、木々の生い茂り方が生半可ではなく、ほとんど日光が射さないほどに濃密に枝葉を張っていることに由来し、もともとは緑森大森林（Greenwood the Great）と呼ばれていたが、森に落とされた影のために暗くなり闇の森と改名された。夜ともなると木の根元では月明かりも射さず、目の前で手を振っても見えないほどの暗闇である。栗鼠などの小動物や前述の蜘蛛、あるいは何かの野生動物も生息しているがその多くは夜行性であるため、姿は見えない。おまけに焚き火をすると光に惹かれて蛾の大群が押し寄せるという有様であったため、ドワーフら一行は火を焚くことも断念せざるを得なかった。
森を抜ける川はそれほどの幅は無いものの、その流れは激しく、またかつて川に掛けられていた木造の橋も通るものも絶え朽ちるに任されているという状態である。一行はここで何者かが置いてあったボートを無断で借用して無事に川を渡ることができたが、渡りきった刹那に現れた鹿に、でぶちゃんのボンブールが川に突き落とされ眠りの魔法に囚われるという不運に見舞われ、重い彼を担ぐことで一行の負担が更に増した。
この森にいる巨大な蜘蛛は『指輪物語』に登場するシェロブの末裔たちで、人間（ドワーフ）であっても獲物とする。しかし森を抜ける道にはこの蜘蛛たちを寄せ付けない魔力が込められているのか、この道を通る者に害を及ぼすことができない。ところが灰色エルフの狩りで行われた野外での宴会を見つけたドワーフらは空腹の余り森に迷い込んでしまい、ことごとくこの蜘蛛にさらわれる目に遭った。ビルボだけはトロルの岩屋で見つけた小さな剣を使って難を逃れ、ここでビルボはこの鋭いエルフのナイフ（それでも小柄なホビットにとってはショートソードの大きさ）に「つらぬき丸（Sting）」の名を付けている。ビルボはこのつらぬき丸と姿を消す魔法の指輪の助けを借りて蜘蛛たちを挑発しながら、石を投げつけて次々にやっつけたのである。しかしこの騒動の中、トーリンだけが灰色エルフに捕らえられてしまった。

## 森のエルフとスランドゥイルの館
この森の東側には、闇の森の王であるスランドゥイルが大きな岩屋の館を構え、そこには多数の森のエルフが住んでいる。地下には快適に整備された洞窟が張り巡らされており、森のエルフたちは王に仕えながら狩りをして過ごしている。また森の外にある人間の町とは、道と川を通じて交易を行っている。またスランドゥイルの弁に拠れば、闇の森を抜ける道を作ったのも灰色エルフたちである。
館の前には流れの速い小さな川が流れ、その一部は館の下にまで通じている。この川は人間の町にまで通じており、前述のドワーフたちの脱出に使われた。基本的に生活の場である館だが、非常の際には外敵を阻む砦ともなっており、トールキン自筆の挿絵に拠れば、館の前の橋を落とせば外部からの侵入を阻むことも可能なつくりとなっている模様である。また入り口には重い扉が取り付けられており、魔法で開閉することから、外部から招かれずにはいることも、内部から許しを得ずに出ることもできない。川に樽を流す落とし扉を除けば、基本的にこの魔法の扉が外部との唯一の連絡口である。
森のエルフたちはかつてエルフ王とドワーフが宝飾品の加工と支払いで揉めて戦争に至った経緯からドワーフに良い感情を抱いておらず、ドワーフを宝石泥棒とみなしていた。そのためトーリンは捕らえられ、その他のドワーフたちも森をさ迷うより虜囚の辱めを受けることを選んだ。森のエルフたちは空腹の余り動けなくなった一行を、指輪の力で姿を消したビルボを除き一網打尽にして館の地下にある牢に閉じ込めてしまった。善良なエルフの一族は捕虜にも厚遇を与えたため、森で疲労困憊していたドワーフたちは十分な食料と休息を得て、体力を回復することができた。
ドワーフたちが捕らえられていた間、ビルボは指輪の力を使ってしばしば姿を消したままこの館の方々を探索したり、食料倉庫から食べ物を失敬して過ごした。

## 備考
「闇の森」の英語表記である「Mirkwood（マークウッド）」は、トールキンの創作ではない。1966年にトールキンが孫に当てて出した手紙に拠れば「古くから伝説にある名で、古代ゲルマン人が住んでいた土地の南にあった山脈の名だったのでしょう」としている。なおこの手紙にはゴート族とフン族の境界を意味する語として伝説中に見出せる他、11世紀頃の初期ドイツ語に「mikiwidu」という似た語があることが言及されているが、古英語（および古サクソン語・古ノルド語）の「暗い」を意味する接頭詞「merkw-」があること、ドイツ語では「widu」または「witu」が材木を指すことが述べられている辺りは、トールキンが言語学者であった故だろう。
なおこの手紙では、古英語の詩の中に「miece」と言う語が「暗い」や「陰鬱な」という用法が特に『ベーオウルフ』第1405行目に見出せ、ほかの文献では「murky」が「邪悪な」または「悪魔的な」の意味を含み、暗鬱とした闇の森（Mirkwood）の「miek」が古ノルド語からの借用であれ古英語を語源としたものであれ、現代語としても通じるものだとしている。
ウィリアム・モリスの『ウォルフィング家の一族』でも、同名の森がホビットの冒険での登場に先んじて登場する。

## 参考書籍
- 『ホビット - ゆきてかえりし物語』第四版 注釈版（『ホビットの冒険』注釈版）原書房・著：J・R・R・トールキン・注釈：ダグラス・A・アンダーソン・訳：山本史郎・ISBN 4-562-03023-2